# CELU
CELU hay Giấy chứng nhận tiếng Tây Ban Nha: Ngôn ngữ và sử dụng là một giấy chứng nhận được trao cho một người phi bản địa sử dụng tiếng Tây Ban Nha Argentina, giấy chứng nhận này được cấp từ năm 2004 bởi Hội liên đại học để đánh giá về độ hiểu biết, sử dụng tiếng Tây Ban Nha của các thí sinh nước ngoài, bao gồm các trường đại học tại Argentina.

## Thí sinh
CELU có thể được dành cho những người không nói tiếng Tây Ban Nha như là tiếng mẹ đẻ. Yêu cầu cũng cần đủ mười sáu tuổi và đã hoàn thành ba năm giáo dục tương đương với trung học hoặc trung cấp hoặc EGB3 của hệ thống giáo dục Argentina. Có thể học tại các trường đại học và làm việc trong công việc đòi hỏi hiệu quả sử dụng ngôn ngữ vì nó đánh giá khả năng thực hiện trong những tình huống như vậy.

## Trình độ
Được chia làm hai mức độ: trung cấp và cao cấp. Cả hai mức độ trên đều cấp chứng chỉ, ở mức độ khác nhau về khả năng ngôn ngữ thực tế của người nước ngoài trong các tình huống thường ngày, làm việc hay học tập. Đối với bài kiểm tra trình độ mọi phương ngữ của tiếng Tây Ban Nha được sử dụng bởi học viên đều cho phép họ hiểu những khẩu hiệu cũng như các đoạn văn trình bày trong bài kiểm tra.

## Hiệu lực
CELU được chấp nhận sử dụng tại: Argentina, Brazil, Trung Quốc.

## Cấu trúc của bài kiểm tra
| Mục  | Kỹ năng                                  | Thời gian      | Hoạt động                                                                                   |
| ---- | ---------------------------------------- | -------------- | ------------------------------------------------------------------------------------------- |
| Viết | - Đọc hiểu - Nghe hiểu - Hiểu - viết lại | 3 tiếng        | - Nghe hiểu đoạn văn - Đọc và viết lại đoạn văn tùy theo mục đích và người giao tiếp cụ thể |
| Nói  | - Đọc hiểu - Nghe hiểu - Hiểu – nói lại  | 15 đến 20 phút | - Đọc các đoạn văn ngắn và nói chuyện trên cơ sở đó                                         |

## Ngày
Kỳ thi diễn ra 2 lần 1 năm, trong tháng 06 và tháng 11.

## Địa điểm
Tại Argentina:
- Buenos Aires
- La Plata
- Lomas de Zamora
- Quilmes
- San Martín
- Tandil
- Mar del Plata
- Córdoba
- Río Cuarto
- Villa María
- Catamarca
- La Pampa
- Mendoza
- San Luis
- Santa Fe

Tại Brazil:
- Brasilia
- Campinas
- Curitiba
- Rio de Janeiro
- São Paulo
- Porto Alegre
- Santa Maria

Tại Alemania:
- Berlín

Tại Francia:
- Paris

## Hội liên đại học đánh giá về trình độ và sử dụng tiếng Tây Ban Nha như một ngoại ngữ
Hiện nay bao gồm các trường đại học sau đây:
- Đại học Buenos Aires
- Đại học Quốc gia Catamarca
- Trung tâm Đại học Quốc gia của tỉnh Buenos Aires
- Đại học Quốc gia Comahue
- Đại học Quốc gia Córdoba
- Đại học Quốc gia Cuyo
- Đại học Quốc gia La Pampa
- Đại học Quốc gia La Plata
- Đại học Quốc gia Litoral en Santa Fe
- Đại học Lomas de Zamora
- Đại học Quốc gia Mar del Plata
- Đại học Quốc gia Quilmes
- Đại học Quốc gia Cuarto
- Đại học Quốc gia Río Negro
- Đại học Quốc gia Salta
- Đại học Quốc gia San Luis
- Đại học Quốc gia phía Nam
- Đại học Quốc gia General San Martín
- Đại học Villa María